# Ilan Klipper
Pour les articles homonymes, voir Klipper.
Ilan Klipper, né en 1978, est un réalisateur français.

## Biographie
Né en 1978, il fait des études supérieures d'histoire, commence une thèse sur le conflit israélo-arabe puis arrête cette voie.
Il travaille comme co-réalisateur, puis réalise des documentaires :  un diptyque sur la police (Flics en 2007 et Commissariat en 2009),, puis Sainte-Anne, hôpital psychiatrique en 2010, et encore Funambules (toujours sur la psychiatrie) en 2022,, avec, entretemps , un court métrage de fictionJuke-Box, qui lui vaut en  2013, au festival international du film Entrevues à Belfort le prix Eurocks One + One.
Puis il réalise la web-série Les affaires familiales pour Arte, et des longs métrages de fiction, des comédies, notamment  Le Ciel étoilé au-dessus de ma tête, et Le Processus de paix,.

## Filmographie

### Réalisateur

#### Courts métrages
- 2010 : Pandore (coréalisateur : Virgil Vernier)
- 2014 : Juke-Box

#### Longs métrages
- 2007 : Flics (coréalisateur : Virgil Vernier)
- 2009 : Commissariat (coréalisateur : Virgil Vernier)
- 2011 : Sainte-Anne, hôpital psychiatrique
- 2017 : Le Ciel étoilé au-dessus de ma tête
- 2020 : Funambules
- 2020 : Soigner à tout prix
- 2023 : Le Processus de paix

### Web-série
- 2013 : Les Affaires familiales

### Directeur de la photographie
- 2007 : Flics
- 2009 : Commissariat
- 2010 : Pandore
- 2011 : Sainte-Anne, hôpital psychiatrique